# 愛別町
愛別町（日语：／ Aibetsu chō */?）是位於日本北海道上川綜合振興局中部的一個町，地處上川盆地的東北部，境內八成為林地。石狩川和愛別川在町內匯流。自1972年起，蘑菇成為愛別町的主要農產，產量佔全北海道的四分之三，被稱為「蘑菇村」。而當地的林業和木工業也很盛行。
町名源自阿伊努語的「ay-pet」，意思為箭一樣的河，指的是愛別川。

## 人口
| 愛別町人口分布圖 |                                               |  |
| 愛別町與日本全國年齡別人口分布比較圖 （2005年資料） | 愛別町的年齡、男女別人口分布圖 （2005年資料） |  |
| ■紫色是愛別町 ■綠色是全国 | ■藍色是男性 ■紅色是女性                       |  |
| 愛別町人口變化 \| 1970年 \| 7,443人 \| \| \| 1975年 \| 6,343人 \| \| \| 1980年 \| 5,815人 \| \| \| 1985年 \| 5,363人 \| \| \| 1990年 \| 4,735人 \| \| \| 1995年 \| 4,322人 \| \| \| 2000年 \| 4,065人 \| \| \| 2005年 \| 3,739人 \| \| \| 2010年 \| 3,328人 \| \| \| 2015年 \| 2,976人 \| \| \| 2020年 \| 2,605人 \| \| |                                               |  |
| 資料來源：日本總務省統計中心提供之人口普查數據 |                                               |  |
| 1970年 | 7,443人                                       |  |
| 1975年 | 6,343人                                       |  |
| 1980年 | 5,815人                                       |  |
| 1985年 | 5,363人                                       |  |
| 1990年 | 4,735人                                       |  |
| 1995年 | 4,322人                                       |  |
| 2000年 | 4,065人                                       |  |
| 2005年 | 3,739人                                       |  |
| 2010年 | 3,328人                                       |  |
| 2015年 | 2,976人                                       |  |
| 2020年 | 2,605人                                       |  |

## 歷史
- 1895年：來自和歌山縣、岐阜、愛知的移民共179戶進入開墾。
- 1897年：從鷹棲村（現在的鷹棲町）分村。
- 1906年4月1日：成為北海道二級村。
- 1924年1月1日：上川村（現在的上川町）從愛別村中分村。[4]
- 1937年4月1日：成為北海道一級村。
- 1961年8月1日：改制為愛別町。

## 交通

### 鐵路
- 北海道旅客鐵道
  - 石北本線：愛別車站 - 中愛別車站 - 愛山車站 - 安足間車站

### 道路
| 高速道路 - 旭川紋別自動車道：愛別交流道、愛山上川交流道 一般國道 - 國道39號 主要道道 - 北海道道101號下川愛別線 - 北海道道140號愛別當麻旭川線 | 道道 - 北海道道223號愛山溪上川線 - 北海道道296號比布愛別停車場線 - 北海道道640號中愛別上川線 - 北海道道1169號愛別內部線 |

## 觀光資源
- 協和溫泉

## 教育
大學設施
- 北海道大學理學部愛別地震地殼變動觀測所

中學校
- 愛別町立愛別中學校

小學校
- 愛別町立愛別小學校

## 姊妹、友好都市

### 日本
- 「愛之町」交流
  - 愛川町（神奈川縣）
  - 愛東町（日语：愛東町）（滋賀縣）：現已併入東近江市
  - 愛野町（長崎縣）：現已併入雲仙市

### 本地出身的名人
- 旭國斗雄：前相撲力士大關